# IC 28
IC 28 ist eine Radiogalaxie vom Hubble-Typ SB im Sternbild Waldfisch südlich der Ekliptik. Sie ist schätzungsweise 287 Millionen Lichtjahre von der Milchstraße entfernt und hat einen Durchmesser von etwa 50.000 Lichtjahren. Vom Sonnensystem aus entfernt sich das Objekt mit einer errechneten Radialgeschwindigkeit von näherungsweise 6.400 Kilometern pro Sekunde.
Im selben Himmelsareal befinden sich unter anderem die Galaxien NGC 135, IC 27, PGC 2001, PGC 143569.
Das Objekt wurde am 4. November 1891 vom französischen Astronomen Stéphane Javelle entdeckt.